# Georges d’Arnoux
Comte Roger Georges Daniel Jean Pierre d’Arnoux (auch Georges Saint-Saëns; * 16. März 1907 im 16. Arrondissement, Paris, Frankreich; † 24. Dezember 1955 im 17. Arrondissement, Paris, Frankreich) war ein französischer Schauspieler und Autorennfahrer.

## Leben
Georges d’Arnoux wurde 1907 in 16. Arrondissement von Paris geboren.
D’Arnoux war der Sohn des Offiziers Daniel Ernest Marie d’Arnoux und dessen Frau Marie Jehanne Thérèse Lassalle. 1931 belegte er beim Circuit d’Esterel-Plage in Saint-Raphaël den dritten Platz. Er nahm 1935 in einem Bugatti Type 55 am 24-Stunden-Rennen von Le Mans teil.
1932 hatte Arnoux in dem Film Boudu – aus den Wassern gerettet seinen ersten Auftritt.

## Filmografie
- 1925: La Clé de voûte (Kameramann)
- 1932: Boudu – aus den Wassern gerettet (Boudu sauvé des eaux)
- 1933: Chotard & Co. (Chotard et Cie)
- 1935: Toni
- 1936: Partie de campagne
- 1937: Records 37
- 1962: Il fiore e la violenza

## Statistik

### Le-Mans-Ergebnisse
| Jahr | Team                   | Fahrzeug        | Teamkollege   | Platzierung | Ausfallgrund      |
| ---- | ---------------------- | --------------- | ------------- | ----------- | ----------------- |
| 1935 | Comte Georges d’Arnoux | Bugatti Type 55 | Pierre Merlin | Ausfall     | Kraftstoffleitung |